# 식도염
식도염(食道炎, 영어: esophagitis, oesophagitis)은 식도의 염증이다. 급성일 수도, 만성일 수도 있다.

## 증상
- 속쓰림 (가슴앓이)
- 메스꺼움
- 식후 악화

## 병인

### 감염성
- 균성
  - 칸디다
- 바이러스성
  - 단순 포진
  - 거대세포바이러스

내시경을 통해 이 증상들을 구별할 수 있다.

### 기타
- 위 식도 역류병 (GERD, GORD)
- 위산과다
- 음주 남용

## 등급
로스앤젤레스 분류에 따르면 등급은 A, B, C, D, 이렇게 4가지로 나뉜다.

## 참조
1. ↑  Classen, Meinhard; Tytgat, Guido N. J.; Lightdale, Charles J. (2010). 《Gastroenterological Endoscopy》. Thieme. 490쪽. ISBN 978-3-13-125852-6.
2. ↑  Farivar M. “Los Angeles Classification of Esophagitis”. webgerd.com. 2015년 1월 30일에 원본 문서에서 보존된 문서. 2013년 8월 28일에 확인함. In turn citing: Lundell LR, Dent J, Bennett JR;  외. (1999년 8월). “Endoscopic assessment of oesophagitis: clinical and functional correlates and further validation of the Los Angeles classification”. 《Gut》 45 (2): 172–80. PMC 1727604. PMID 10403727.
3. ↑  Laparoscopic bariatric surgery
, Volyme 1. William B. Inabnet, Eric J. DeMaria, Sayeed Ikramuddin. ISBN 0-7817-4874-7.